# Eilema celebesa
Eilema celebesa là một loài bướm đêm thuộc phân họ Arctiinae, họ Erebidae.